# Sa'id bin Taymur dell'Oman
Saʿīd bin Taymūr (in arabo سعيد بن تيمور‎?; Salalah, 13 agosto 1910 – Londra, 19 ottobre 1972) è stato sultano di Mascate e Oman dal 1932 al 1970. Succedette al padre che aveva abdicato per motivi finanziari ed ereditò un'amministrazione fortemente indebitata. Consolidò il potere, con l'aiuto dello Special Air Service, e riprese il controllo delle tribù dell'interno, riunendo Mascate e Oman. Una volta che il paese fu unito, Sa'id lasciò la capitale di Mascate e prese residenza in una città costiera del Dhofar. Nel 1951 il sultanato di Mascate e Oman divenne completamente sovrano e indipendente con lui come monarca.

## Primi anni di vita e formazione
Sa'id bin Taymur nacque a Salalah il 13 agosto 1910 ed era il primo figlio del sultano Taymūr bin Faysal e di sua moglie Sayyida Fāṭima bint ʿAlī Āl Saʿīd.
Frequentò il Mayo College di Ajmer, nel Rajputana, in India, dal 1922 al 1927 dove apprese l'inglese e l'urdu. Al suo ritorno a Mascate nel maggio del 1927, gli fu suggerito di trasferirsi a Beirut per proseguire gli studi. Suo padre però temeva che, mandandolo in Libano, sarebbe stato influenzato dal cristianesimo. Il padre di Sa'id era infatti fortemente contrario al fatto che lui apprendesse i modi del mondo occidentale e la lingua inglese. Quando Sa'id era più giovane, suo padre trovò lui e suo fratello Nadir in possesso di un primer inglese e ordinò che tutti i loro libri fossero bruciati. Invece di mandare Sa'id a Beirut, suo padre lo mandò a Baghdad dove studiò letteratura e storia araba per un anno.

## Primi carriera politica
Dopo aver completato il suo anno di studi a Baghdad, Sa'id iniziò a partecipare agli affari di governo. Nell'agosto del 1929 divenne presidente del Consiglio dei ministri. L'incapacità del padre nel gestire gli affari dello Stato creò un'opportunità per un nuovo leader.

## Regno

### Ascesa al trono
Gli inglesi erano molto affezionati a Sa'id e il 10 febbraio del 1932, suo padre abdicò in suo favore e Sa'id, all'età di 21 anni, divenne il nuovo sultano. Ereditò un paese fortemente indebitato con il Regno Unito e l'India britannica. Per staccarsi dagli inglesi e mantenere l'autonomia, il suo paese aveva bisogno di riguadagnare l'indipendenza economica. Pertanto, a partire dal 1933, assunse il controllo del bilancio dello Stato e lo mantenne fino a quando non venne rovesciato nel 1970.
Ereditò i resti dell'Impero omanita, che comprendeva le province vicine di Oman e Dhofar, nonché gli ultimi resti di un impero d'oltremare, tra cui Gwadar sulla costa indiana. Tuttavia, il suo paese ricco di petrolio da tempo aveva forti legami con il Regno Unito, basati su un trattato di amicizia del 1798 e dal 1891 era un protettorato britannico.

### Affari esteri
Una volta diventato sultano, Sa'id mantenne una relazione amichevole con gli Stati Uniti d'America. Nel 1938, il presidente Franklin Delano Roosevelt invitò lui e suo padre a visitare gli Stati Uniti. Sbarcò a San Francisco e iniziò un tour dalla California a Washington. Durante la sua visita alla Casa Bianca, Roosevelt gli regalò due libri che aveva scritto. Visitò anche il quartier generale dell'FBI e posò una corona sulla tomba di George Washington a Mount Vernon.
Durante la seconda guerra mondiale, il sultano collaborò prontamente con gli inglesi. Furono costruiti diversi campi di atterraggio della Royal Air Force tra Salalah, il Dhofar e Mascate. Ciò permise che i canali di approvvigionamento tra l'India e gli Alleati rimassero aperti.

### Leadership
Come sultano, la ricchezza petrolifera avrebbe permesso a Sa'id di modernizzare il suo paese ma questo non avvenne. Nel 1951 si assicurò il riconoscimento della sua indipendenza da parte dei britannici. Tuttavia, dovette anche affrontare la forte opposizione interna dell'imam Ghalib Alhinai, un leader religioso dell'Oman, che rivendicava il potere nel sultanato per se stesso. La rivolta dell'imam nel Jebel Akhdar fu soppressa nel 1955 con l'aiuto dei britannici ma ciò a sua volta guadagnò a Sa'id l'animosità dell'Arabia Saudita, che sosteneva l'imam, e dell'Egitto, che considerava il coinvolgimento britannico nel reprimere la rivolta come non favorevole alla causa del nazionalismo arabo. Nel 1957 questi due paesi appoggiarono una nuova rivolta da parte dell'imam che nel 1959 fu soppressa come la precedente.
Nel 1958 Sa'id vendette Gwadar al Pakistan per un milione di dollari. Nel 1967 il Regno Unito restituì le isole Khuriya Muriya.
Con il passare degli anni Sa'id divenne si estraniò sempre più dal suo popolo e dal suo paese. Nonostante nel 1965 fosse riuscito a concludere accordi per esportare petrolio in Iraq, Iran e Regno Unito, fece poco per migliorare la vita della sua gente. I benefici di questo accordo sarebbero stati raggiunti solo dopo la sua deposizione.
Nel 1965 la provincia di Dhofar si ribellò, questa volta con il sostegno della Cina e di alcuni stati arabi nazionalisti. Nel 1966 vi fu tentativo di omicidio ai suoi danni. Questi fatti ebbero un marcato effetto sul sultano, facendolo diventare ancora più irregolare nel governo del paese. Vietò di fumare in pubblico, giocare a calcio, indossare occhiali da sole o parlare con chiunque per più di 15 minuti. Nessuno era al sicuro dalla paranoia del sultano, nemmeno suo figlio, Qabus, che fu confinato agli arresti domiciliari nei suoi appartamenti del palazzo reale di Salalah.
Prima di essere rovesciato nel 1970, a causa delle sue politiche conservatrici, l'Oman aveva un tasso di mortalità infantile del 75%. Il tracoma, le malattie veneree e la malnutrizione erano molto diffusi. C'erano solo tre scuole, il tasso di alfabetizzazione era del 5% e c'erano solo dieci chilometri di strade asfaltate.

## Deposizione
Qabus, dopo gli studi presso la Reale accademia militare di Sandhurst e un anno di servizio nella fanteria dell'Esercito britannico nel 1964 rientrò in patria e fu posto agli arresti domiciliari. Sa'id per i 14 mesi che precedettero il colpo di Stato non parlò mai con il figlio, anche se vivevano nello stesso palazzo.
Il 23 luglio 1970 Qabus eseguì con successo un colpo di Stato contro suo padre con l'aiuto degli inglesi e di suo zio. Nel breve scontro Sa'id si ferì mentre tentava di armare una pistola. Dopo aver ricevuto cure mediche in Bahrein l'ex monarca si trasferì in esilio nel Regno Unito.

## Ultimi anni e morte
Sa'id visse i suoi ultimi due anni in una suite nel Dorchester Hotel di Londra. Morì il 19 ottobre 1972. Inizialmente fu sepolto nel cimitero islamico di Brookwood a Woking, nel Surrey. I suoi resti furono poi trasferiti in Oman e sepolti nel cimitero reale di Mascate.

## Vita personale
Nel 1933 sposò Fatima bint ‘Ali Fankhar al-Ma'ashani. Dalla loro unione nacque una figlia, Umaima. Nel 1936 divorziarono.
Lo stesso anno si risposò con una cugina della prima moglie Miyzun bint Ahmad al-Qahtani al-Ma'ashani. Dalla loro unione nacque un figlio, Sayyid Qabus.
Da una concubina di palazzo ebbe anche un'altra figlia, Hujaima.

## Ascendenza
|                                        |                                      |                                   | Genitori                          |  |  | Nonni |  |  | Bisnonni             |  |  | Trisnonni               |  |
|                                        |                                      |                                   |                                   |  |  |       |  |  | Sayyid Turki Al Said |  |  | Sayyid Sa'id bin Sultan |  |
|                                        |                                      |                                   |                                   |  |  |       |  |  | Sayyid Turki Al Said |  |  | Sayyid Sa'id bin Sultan |  |
|                                        |                                      | Una dama suri                     |                                   |  |  |       |  |  | Sayyid Turki Al Said |  |  |                         |  |
| Faysal bin Turki                       |                                      |                                   |                                   |  |  |       |  |  | Sayyid Turki Al Said |  |  |                         |  |
|                                        |                                      | Una dama suri                     |                                   |  |  |       |  |  |                      |  |  |                         |  |
|                                        |                                      |                                   |                                   |  |  |       |  |  |                      |  |  |                         |  |
|                                        |                                      |                                   |                                   |  |  |       |  |  |                      |  |  |                         |  |
| Taymūr bin Faysal                      |                                      |                                   |                                   |  |  |       |  |  |                      |  |  |                         |  |
|                                        |                                      | Sayyid Thuwaini bin Said          | Sayyid Sa'id bin Sultan           |  |  |       |  |  |                      |  |  |                         |  |
|                                        |                                      | Sayyid Thuwaini bin Said          | Sayyid Sa'id bin Sultan           |  |  |       |  |  |                      |  |  |                         |  |
|                                        |                                      | Sayyid Thuwaini bin Said          |                                   |  |  |       |  |  |                      |  |  |                         |  |
| Sayyida Aliya bint Thuwaini Al Busaidi |                                      | Sayyid Thuwaini bin Said          |                                   |  |  |       |  |  |                      |  |  |                         |  |
|                                        |                                      | Ghaliya bint Salim Al Busaidi     | Sayyid Salim I bin Sultan Al Said |  |  |       |  |  |                      |  |  |                         |  |
|                                        |                                      | Ghaliya bint Salim Al Busaidi     | Sayyid Salim I bin Sultan Al Said |  |  |       |  |  |                      |  |  |                         |  |
|                                        |                                      | Ghaliya bint Salim Al Busaidi     | …                                 |  |  |       |  |  |                      |  |  |                         |  |
| Sayyid Sa'id bin Taymur Al Said        |                                      | Ghaliya bint Salim Al Busaidi     |                                   |  |  |       |  |  |                      |  |  |                         |  |
|                                        | Sayyid Salim II bin Thuwaini Al Said | Sayyid Thuwaini bin Said          |                                   |  |  |       |  |  |                      |  |  |                         |  |
|                                        | Sayyid Salim II bin Thuwaini Al Said | Sayyid Thuwaini bin Said          |                                   |  |  |       |  |  |                      |  |  |                         |  |
|                                        | Sayyid Salim II bin Thuwaini Al Said |                                   |                                   |  |  |       |  |  |                      |  |  |                         |  |
| Sayyid Ali bin Salim Al Said           | Sayyid Salim II bin Thuwaini Al Said |                                   |                                   |  |  |       |  |  |                      |  |  |                         |  |
|                                        |                                      | Sayyida NN bint Qais Al Said      | Sayyid Qais bin Azzan Al Said     |  |  |       |  |  |                      |  |  |                         |  |
|                                        |                                      | Sayyida NN bint Qais Al Said      | Sayyid Qais bin Azzan Al Said     |  |  |       |  |  |                      |  |  |                         |  |
|                                        |                                      | Sayyida NN bint Qais Al Said      | NN                                |  |  |       |  |  |                      |  |  |                         |  |
| Sayyida Fatima bint Ali Al Said        |                                      | Sayyida NN bint Qais Al Said      |                                   |  |  |       |  |  |                      |  |  |                         |  |
|                                        |                                      | Sayyid Barghash bin Sa'id Al Said | Sayyid Sa'id bin Sultan           |  |  |       |  |  |                      |  |  |                         |  |
|                                        |                                      | Sayyid Barghash bin Sa'id Al Said | Sayyid Sa'id bin Sultan           |  |  |       |  |  |                      |  |  |                         |  |
|                                        |                                      | Sayyid Barghash bin Sa'id Al Said |                                   |  |  |       |  |  |                      |  |  |                         |  |
| Sayyida Aliya bint Majid Al Said       |                                      | Sayyid Barghash bin Sa'id Al Said |                                   |  |  |       |  |  |                      |  |  |                         |  |
|                                        |                                      | Sayyida Musa bint Hamad Al Said   | Sayyid Hamad bin Salim Al Said    |  |  |       |  |  |                      |  |  |                         |  |
|                                        |                                      | Sayyida Musa bint Hamad Al Said   | Sayyid Hamad bin Salim Al Said    |  |  |       |  |  |                      |  |  |                         |  |
|                                        |                                      | Sayyida Musa bint Hamad Al Said   |                                   |  |  |       |  |  |                      |  |  |                         |  |
|                                        |                                      | Sayyida Musa bint Hamad Al Said   |                                   |  |  |       |  |  |                      |  |  |                         |  |